# El Judici Final (Van Leyden)
El Judici Final (en neerlandés, Het laatste oordeel) és una obra del pintor flamenc Lucas van Leyden. Va ser realitzada l'any 1526. Es tracta d'un tríptic que mesura, quant a la taula central, 269,5 cm d'alt i 185 cm d'ample; les ales laterals tenen unes dimensions de 265 d'alt i 76,5 cm d'ample. Encarregat per a l'església de Sant Pere de Leiden, es conserva actualment al Museu Stedelijk de la mateixa ciutat.
El centre del retaule està dominat per Crist com a jutge. Al seu damunt apareix una coloma en representació de l'Esperit Sant i més amunt encara Déu Pare. A banda i banda de Jesucrist hi ha dos elements que simbolitzen la condemnació i la innocència: a l'esquerra es veu un lliri (innocent) i a la dreta una espasa (culpable).
El 1602, el comte Simon von Lippe, governador del principat de Lippe, actuant com a agent comprador de l'emperador Rodolf II, va sondejar la possibilitat de comprar el tríptic per incorporar-lo a la col·lecció d'art de Rodolf II. El stadhouder Maurici de Nassau, coneixedor de la passió col·leccionista de Rodolf II, va rebre favorablement la proposta, doncs la veia com una oportunitat de fomentar les bones relacions dels Països Baixos amb els Habsburg centreeuropeus, cosins i aliats dels Habsburgs hispans, amb els quals estaven en plena guerra dels Vuitanta anys per a la seva independència. Si bé el consell municipal de Leiden aprovà la venda, l’oposició de les forces vives locals, encapçalades pels pintors Hendrick Goltzius i Karel van Mander ho impedí.

## Bibiografia
- Rynck, Patrick de: Lucas van Leyden, «El Juicio Final», en les pàg. 158-159 de Cómo leer la pintura, 2005, Grupo Editorial Random House Mondadori, S.L., ISBN 84-8156-388-9
- Schama, Simon. Rembrandt's Eyes (en anglès).  Nova York: Alfred A. Knopf, 1999. ISBN 0-679-40256-X.